# Johann Georg Stauffer
Johann Georg Stauffer (né le 26 janvier 1778 à Vienne, décédé le 24 janvier 1853), est un luthier autrichien du XIXe siècle spécialisé en guitares.

## Biographie
Johann Georg Stauffer naît le 26 janvier 1778 à Vienne. 
Le 16 mai 1802, il épouse Josepha Fischer avec qui il a trois fils :
- le pianiste Franz Stauffer (25 mars 1803 - après 1846),
- le luthier et pianiste Johann Anton Stauffer (12 juin 1805 - 28 octobre 1871), qui reprend le travail de son père en 1833, mais seulement jusqu'en 1836 où il fabrique sous son propre nom[3],
- Alois Stauffer (7 juin 1806 - 23 juin 1806).

## Source
- (en) Cet article est partiellement ou en totalité issu de l’article de Wikipédia en anglais intitulé « Johann Georg Stauffer » (voir la liste des auteurs).